# 萨拉·安扎内洛

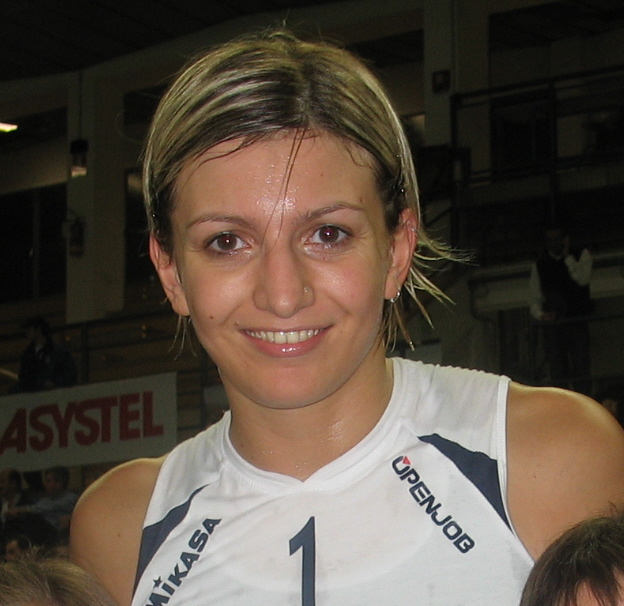
萨拉·安扎内洛

萨拉·安扎内洛（義大利語：Sara Anzanello，1980年7月30日—2018年10月25日），意大利排球运动员。她曾代表意大利参加2002年世界女子排球锦标赛。她于2018年10月25日因罹患白血病去世。